# Selbstputsch
Ein Selbstputsch (Spanisch: autogolpe) auch Staatsstreich von oben genannt, ist eine Form des Staatsstreichs, bei dem ein Regierungschef, der auf legalem Wege an die Macht gekommen ist, sich selbst und/oder seine Anhänger mit illegalen Mitteln an der Macht hält. Der Regierungschef kann die nationale Legislative auflösen oder entmachten und sich unrechtmäßig durch Ausrufung des Ausnahmezustands außergewöhnliche Befugnisse aneignen. Zu den weiteren Maßnahmen gehören die Annullierung der verfassungsmäßigen Ordnung, die Abschaffung der Rechtsstaatlichkeit und die Übernahme diktatorischer Befugnisse durch den Regierungschef. Häufig erfolgen Selbstputsche am Ende von Amtszeiten, oder nach dem Verlieren von demokratischen Wahlen. In einigen Fällen erfolgen Selbstputsche auch nicht aus der Situation heraus, sondern sind schon im Voraus geplant oder sogar angekündigt (z. B. bei der Gleichschaltung in Deutschland durch Adolf Hitler 1933).
Zwischen 1946 und Anfang 2021 gab es schätzungsweise 148 Selbstputschversuche, davon 110 in Autokratien und 38 in Demokratien.

## Beispiele für erfolgreiche Selbstputsche

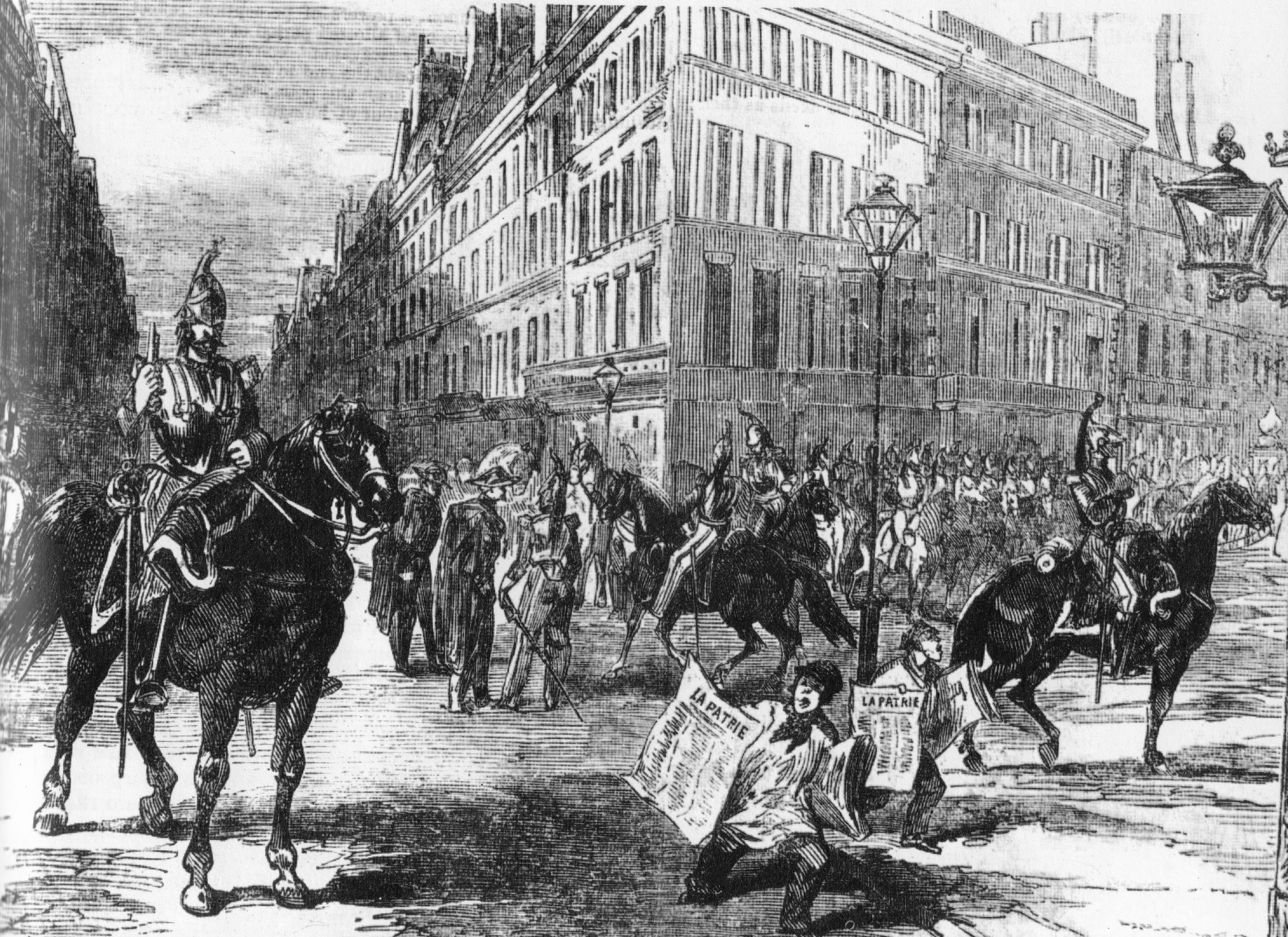
Kavallerie in den Straßen von Paris während des französischen Staatsstreichs von 1851, als der gewählte Präsident Louis-Napoléon Bonaparte die diktatorische Macht an sich riss und sich ein Jahr später zum Kaiser der Franzosen ausrufen ließ

Das Handeln folgender Staatsmänner wurde als erfolgreicher Selbstputsch bezeichnet:
- Louis-Napoléon Bonaparte in Frankreich (1851)[4]
- Engelbert Dollfuß in Österreich (1933)[5]
- Adolf Hitler in Deutschland (1933)[4]
- Gabriel Terra in Uruguay (1933)[6]
- Michael I.  in Rumänien (1944)[7]
- Mamerto Urriolagoitia Harriague in Bolivien (1951)[8]
- Sukarno in Indonesien (1959)[9]
- Ferdinand Marcos auf den Philippinen (1972)[4]
- Park Chung-hee in Südkorea (1972)[10]
- Juan María Bordaberry In Uruguay (1973)[11]
- Alberto Fujimori in Peru (1992)[12]
- Boris Jelzin in Russland (1993)[13]
- Hun Sen in Kambodscha (1997)[14]
- Wladimir Putin in Russland (1999/2020)[15]
- Nicolás Maduro in Venezuela (2017)[16]
- Nayib Bukele in El Salvador (2021)[17]
- Kais Saied in Tunesien (2021)[18]
- Abdel Fattah Burhan im Sudan (2021)[19]

## Beispiele für versuchte Selbstputsche
Das Handeln folgender Staatsmänner wurde als versuchter Selbstputsch bezeichnet:
- Jorge Serrano Elías in Guatemala (1993)[20]
- Abdurrahman Wahid in Indonesien (2001)
- Donald Trump in den Vereinigten Staaten (2020/21)[21][2]
- Pedro Castillo in Peru (2022)[22]
- Jair Bolsonaro in Brasilien (2022/23)[23][24]